# Ludwig Schwanthaler
Pour les autres membres de la famille, voir Famille Schwanthaler.
Ludwig Michael von Schwanthaler (né le 26 août 1802 à Munich; mort le 14 novembre 1848 à Munich (Royaume de Bavière)) est un sculpteur allemand qui est considéré comme un maître de la plastique classiciste en Allemagne du Sud.

## Biographie
Il fait partie de la famille de sculpteurs Schwanthaler, originaires de Ried im Innkreis, située de nos jours en Haute-Autriche. Il est le fils de Franz Jakob Schwanthaler (de) qui lui a donné ses premières leçons d'art, et de son épouse, née Klara Lutz.
Ses travaux ont été très recherchés par le roi Louis Ier, qui lui a aussi financé deux séjours à Rome (1826-1827, 1832-1834). Il fut nommé, à son retour, professeur à l'Académie des beaux-arts de Munich.
Il enseigna son art à Anton Dominik Fernkorn.
Le 4 septembre 1842, lors de l'inauguration du mémorial de Mozart — sculpté par lui et moulé par Johann Baptist Stiglmaier, il a été nommé septième citoyen d'honneur de Salzbourg. En 1843, il construit le château de Schwaneck (de) à Isartal.
Sa tombe se trouve à l'ancien cimetière du Sud, dans le quartier de Glockenbach (de).
Son buste est exposé au Ruhmeshalle de Munich.

## Œuvres

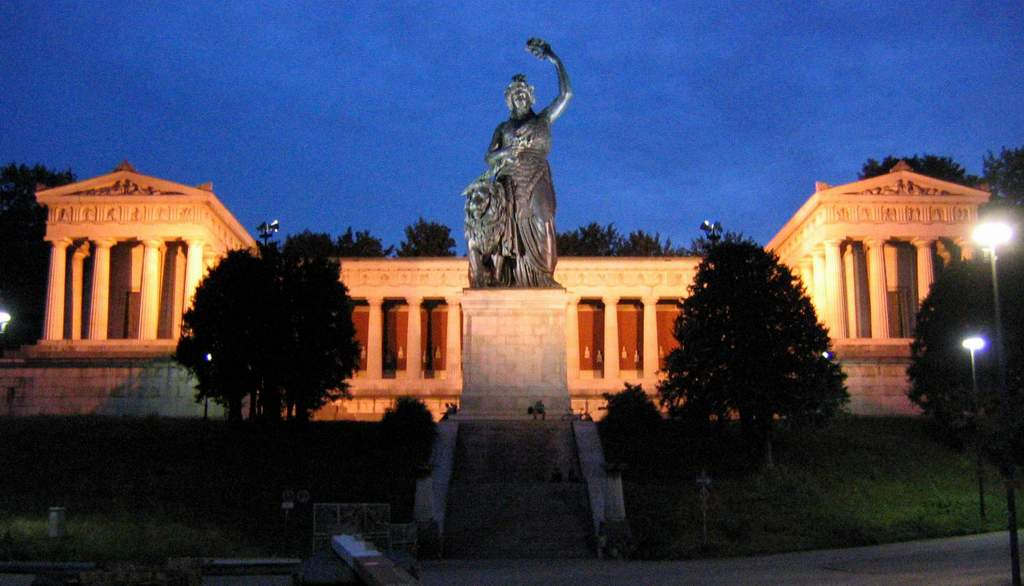
Bavaria

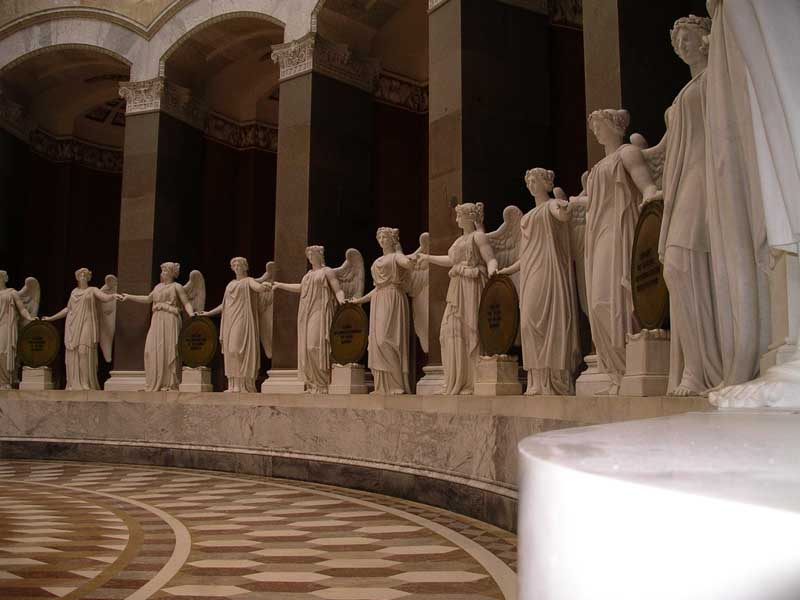
Befreiungshalle Kelheim

- Un relief en marbre pour la tombe du ministre prussien, le baron de Stein, à Frücht près de Bad Ems (1837-40)
- La statue de Mozart (1842) à la Mozartplatz de Salzbourg
- Mainzer Dom : relief en carrare (1842) pour Heinrich Frauenlob, poète et chanteur
- Statues de la façade de l'église Saint-Louis de Munich
- 14 statues de caryatides au Walhalla à Munich (1842) [2]
- 6 statues en bronze pour le Mémorial national Slavin en Bohême centrale (1840-1849), maintenant exposée au musée national de Prague
- La victoire d'Hermann sur les Romains, bas-relief d'un fronton du Walhalla germanique à Munich[1]
- 34 déesses de la victoire (1842-1863) au Befreiungshalle à Kelheim
- Le mémorial à Goethe (1844) à la Goethe-Platz de Francfort-sur-le-Main
- Fontaine Austria (1844) à Vienne
- Nymphe (1848) au château Anif près de Salzbourg
- Un mémorial pour le comte Ernest Ier de Saxe-Cobourg-Gotha (1849) sur la place du château de Cobourg
- La statue symbolique de la Bavière, en bronze[1], sur la Theresienwiese à Munich (érigée en 1850, après sa mort)
- La statue en bronze du grand-duc Louis Ier au Colonne de Louis Ier de Hesse à Darmstadt[1]
- Un groupe de figures sur le canal Ludwig à Burgberg dans Erlangen
- Les peintres anciens, à la Neue Pinakothek de Munich[1]
- Des dessins pour L'Iliade d'Homère, La Théogonie d'Hésiode et les poèmes d'Orphée [1]